# Format de Slavkov
Le format de Slavkov (aussi appelé format d'Austerlitz ou triangle de Slavkov, les deux termes faisant référence à la même ville, le premier étant le nom allemand et le second, le nom tchèque) est un groupe informel réunissant trois pays d'Europe centrale : l'Autriche, la République tchèque et la Slovaquie, les trois États étant des membres de l'Union européenne.

## Historique
Pour la République tchèque et la Slovaquie, un accord de coopération régionale existait déjà sous la forme du groupe de Visegrád ; ce groupe de quatre pays comprenant également la Pologne et la Hongrie et créé en février 1991 visait à créer une solidarité entre ses membres dans le processus d'intégration européenne et à accroître leur visibilité à l'international après la chute des régimes communistes en Europe. Après l'entrée dans l'UE et dans l'OTAN, la coopération politique est maintenue et de nouveaux axes de coopération sont mis en place. 
Le 3 avril 2014, le président tchèque Miloš Zeman annonce lors d'une conférence de presse à Ljubljana, que la Slovénie et l'Autriche participeraient également aux réunions d'un groupe Visegrád élargi à l'avenir. Cette proposition est rapidement rejetée par le ministère des Affaires étrangères hongrois en raison de différences de points de vue concernant les sanctions contre la Russie à la suite du conflit ukrainien.
Le 29 janvier 2015, le président du gouvernement tchèque Bohuslav Sobotka, celui de la Slovaquie Robert Fico et le chancelier autrichien Werner Faymann — tous trois dirigeants de partis sociaux-démocrates (membres du Parti socialiste européen) — se réunissent à Slavkov u Brna, près de Brno et signent un texte, appelé déclaration de Slavkov. Petr Drulák (cs), le vice-ministre tchèque souligne toutefois que le format d'Austerlitz n'est pas une nouvelle structure mais un format de coopération qui vise à compléter les activités du groupe de Visegrád.

## Fonctionnement
Selon la déclaration, ce format de coopération vise à renforcer la coopération entre les trois États de la région, ainsi qu'à stimuler la croissance économique et l'emploi ; le développement des infrastructures de transport et d'énergie est également l'une des priorités avancées. Des réunions annuelles des chefs de gouvernement sont prévues afin d'aborder des thématiques spécifiques ; en 2015, ce sont les infrastructures, la coopération transfrontalière, la politique sociale et les relations avec les États des Balkans occidentaux et ceux du Partenariat oriental qui sont priorisés.
La coopération trilatérale définie à Slavkov couvre un champ très large, ce qui vient parfois se superposer à la stratégie de l'UE pour la région du Danube (EUSDR), ainsi qu'aux coopérations transfrontalière avec les pays riverains de l'UE et avec des pays associés de manière ponctuelle dans le format V4+ avec ceux du groupe de Visegrád.